# 1479 a.C.
Séculos: (Século XVI a.C. - Século XV a.C. - Século XIV a.C.)
Décadas: 1490 a.C. 1480 a.C. 1470 a.C. 1460 a.C. 1450 a.C. 1440 a.C. 1430 a.C. 1420 a.C. - 1410 a.C. - 1400 a.C. 1390 a.C.
Anos: 1483 a.C. 1482 a.C. 1481 a.C. 1480 a.C. 1479 a.C. 1478 a.C. 1477 a.C. 1476 a.C. 1475 a.C. 1474 a.C.

## Eventos
- c. 1478 a.C.: Hatexepsute (18ª dinastia) começou a governar no Antigo Egito. Ela é filha de Tutemés I. Casada com seu meio irmão Tutemés II.
- c. 1478 a.C. - 1458 a.C.: Feita uma esfinge de Hatexepsute em Deir Elbari. Pode ser encontrada agora no Museu Metropolitano de Arte, Nova Iorque.